# インターロイキン-7

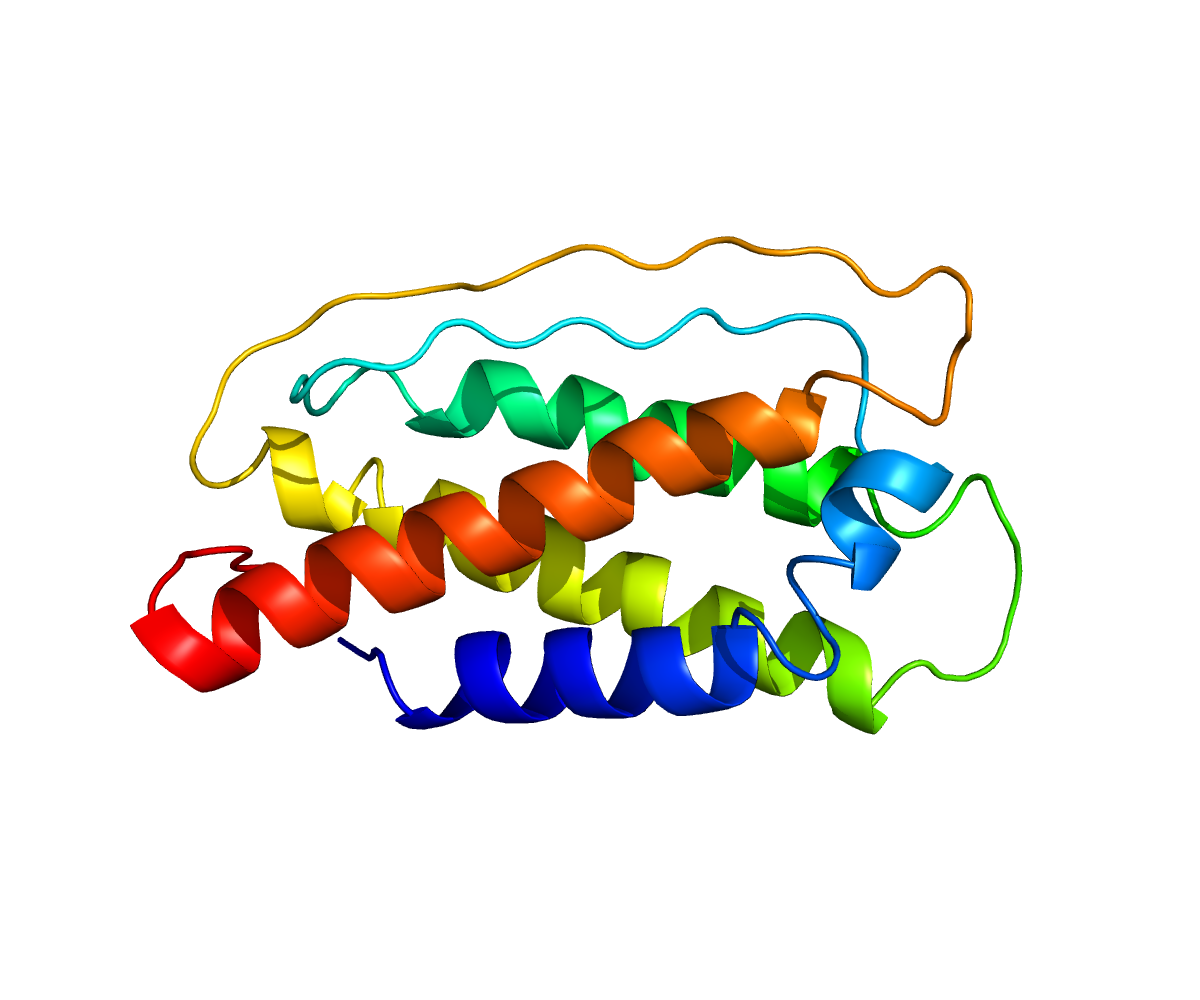
インターロイキン-7 (PDB: 1IL7).

インターロイキン-7（英:Interleukin-7、IL-7）は生理活性物質の一つであり、1988年にB細胞の前駆細胞（pre-B細胞）の増殖を促進する造血性サイトカインとして発見された。IL-7は細胞膜上に存在するIL-7受容体（IL-7R）を介してその生理作用を発現する。1988年にはIL-7、1990年にはIL-7RのcDNAがそれぞれ単離されている。分子量は25kDaである。

## 遺伝子および分子構造
ヒトIL-7遺伝子は8q12-13に存在し、6つのエキソンと5つのイントロンを有する。ヒトとマウスのIL-7遺伝子の相同性は翻訳領域で81%、非翻訳領域で60-70%である。ヒトIL-7はマウスの細胞に対しても作用しうるが、マウスIL-7はヒトの細胞に対して活性を示さない。ヒトIL-7のcDNAは分子内に3つの糖鎖結合部位を有しており、177アミノ酸残基から成るペプチドをコードする。うちアミノ基末端側の25残基はペプチド（タンパク質）の輸送に関わるリーダー配列であるため、最終的に152残基のペプチドとなって分泌される。ヒトIL-7の一次構造は以下の通りである。
```
       1 mfhvsfryif glpplilvll pvassdcdie gkdgkqyesv lmvsidqlld smkeigsncl
      61 nnefnffkrh icdankegmf lfraarklrq flkmnstgdf dlhllkvseg ttillnctgq
     121 vkgrkpaalg eaqptkslee nkslkeqkkl ndlcflkrll qeiktcwnki lmgtkeh
```

## 受容体およびシグナル伝達

### 受容体の特徴
IL-7RはタイプIサイトカイン受容体であるα鎖（CD127）と共通γ鎖（γc鎖）のヘテロ二量体である。IL-7Rα鎖は主に胸腺細胞や樹状細胞、単球、成熟したT細胞などに発現している。また、未成熟なB細胞においても発現しているが、成熟したB細胞には見られない。γc鎖と共に細胞膜貫通型の糖タンパク質であり、ヒトIL-7Rα鎖は220残基程度の細胞外ドメインと25残基の膜貫通ドメインおよび195残基から成る細胞内ドメインを有する。また、サイトカインの一つであるTSLPはIL-7受容体のα鎖をIL-7と共有しており、IL-7α鎖とTSLP受容体とのヘテロ二量体を介して作用を示す。一方、γc鎖はIL-7の他にもIL-2、IL-4、IL-9、IL-15およびIL-21に対して親和性を有しており、リンパ球に広く発現が見られ、細胞がIL-7に対する反応性の有無はほぼIL-7Rα鎖の発現に依存している。

### 受容体とシグナル伝達分子

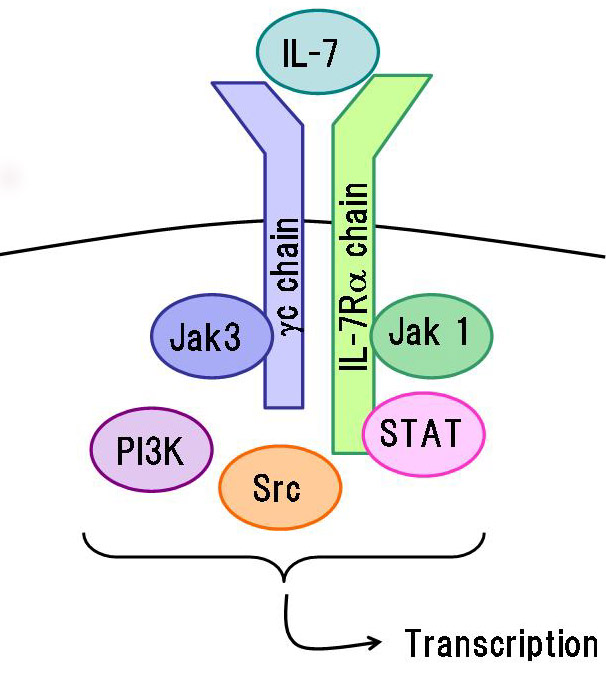
IL-7受容体とそのシグナル伝達に関与する分子。

IL-7受容体からのシグナル伝達には多くの非受容体型チロシンキナーゼが関与しており、JAK-STAT経路やPI3キナーゼ-Akt経路、Srcファミリーのチロシンキナーゼを活性化させる。IL-7Rα鎖およびγc鎖の細胞内ドメインにはシグナル伝達分子の結合部位が2つ存在している。一つは細胞膜近傍に位置する領域であり、Box1と呼ばれる。α鎖のBox1にはJAK1が、γc鎖にはJAK3がそれぞれ結合しており、いずれもキナーゼの一種である。もう一つの結合部位はチロシン残基であり、このアミノ酸残基はヒトとマウスの間で保存されている。チロシン残基はSTATなどのSH2ドメインを含むタンパク質の結合部位になるが、結合部位として機能するためにはJAKによってチロシン残基がリン酸化修飾を受ける必要がある。IL-7シグナルにおいては転写因子であるSTAT1、3および5が活性化されるが、IL-7Rα鎖のアミノ基側末端から449番目に位置するチロシン残基（Tyr449）の変異によりSTAT1およびSTAT3の活性は完全には失われないという報告があることより、IL-7のシグナル伝達には他の経路が存在する可能性が示唆される。

### シグナル伝達経路
シグナル伝達は一般にタンパク質のリン酸化を伝えていくことにより行われる。シグナル伝達分子はリン酸化を受けることにより酵素活性を示すようになり、その下流に存在する分子をリン酸化することができる。受容体にIL-7が結合するとまずJAK1およびJAK3が活性化を受ける。これにより受容体のリン酸化（自己リン酸化と呼ぶ）が生じ、リン酸化されたチロシン残基に対してSTAT等のSH2ドメインを有する分子が結合し、JAKによるリン酸化を受ける。活性化したSTATは二量体を形成し、核内に存在するDNAに結合して遺伝子の転写活性化を引き起こす。これにより産生されるタンパク質の一つであるSOCSはJAKの活性化を抑制することによりサイトカインシグナルを制御する機能を持ち、負のフィードバック機構として働いている。

## 生理作用
IL-7は血球系細胞に限らず骨髄や胸腺、皮膚、肝臓など多くの組織の間質細胞によって産生され、細胞の生存、増殖および分化などの過程に関与している。IL-7遺伝子のノックアウトマウスはリンパ球減少症に陥り、IL-7Rα鎖のノックアウトマウスも類似した表現系を示すが、障害の程度がより重度であり、TSLPの機能までもが失われてしまうことが原因であると考えられる。また、IL-7は免疫グロブリンの多様性に関与するVDJ遺伝子の再編を促進する働きも有している。